# Église protestante unie de Belgique
Pour les articles homonymes, voir EPUB.
L'Église protestante unie de Belgique (EPUB), en néerlandais : Verenigde Protestantse Kerk in België (VPKB), héritière de la reconnaissance de son synode par l'État belge en 1839 est le fruit de l’union, en 1978, des principales familles spirituelles protestantes présentes en Belgique. Elle est membre de la Communion mondiale d'Églises réformées. L'EPUB est composée d'une centaine de paroisses à travers tout le pays et représente des tendances théologiques protestantes diverses, allant des églises de tradition réformée, luthérienne ou évangélique, aux églises de type protestantes libérales. 

## Histoire
L'EPUB est fondée en 1979 par la réunion de l’Église évangélique protestante de Belgique (anciennement Union des Églises protestantes évangéliques de Belgique), de la Conférence belge de l’Église méthodiste et de l'Église réformée de Belgique (anciennement Église chrétienne missionnaire belge). 
Jusqu'en 2003, l'État belge reconnaissait le Synode de l'Église Protestante Unie de Belgique comme « seule autorité ecclésiastique » de toutes les Églises protestantes de Belgique. Depuis cette date, il reconnaît comme représentant du protestantisme belge le Conseil administratif du Culte protestant et évangélique (CACPE) qui est composé de deux branches :
- le synode fédéral des Églises protestantes et évangéliques de Belgique ;
- la branche EPUB et partenaires.

En 2007, elle autorise la bénédiction des mariages des couples de même sexe. Puis, en 2015, elle autorise explicitement ses paroisses qui le souhaitent à élire un pasteur ouvertement homosexuel.
En mai 2025, la pasteure Isabelle Detavernier-Blommaert est élue présidente du Conseil synodal de l'EPUB, devenant ainsi la première femme à la tête d'un culte chrétien en Belgique,.

## Fonctionnement
Le fonctionnement de l'EPUB suit le modèle du système presbytérien synodal sur trois niveaux:
- Au niveau local (paroisses), les fidèles qui possèdent le droit de vote forment une Assemblée d’Église. C'est elle qui élit le pasteur. Elle désigne également les membres du consistoire, un conseil exécutif chargé (avec le pasteur) de la direction de la paroisse.
- Au niveau régional (districts), chaque paroisse est représentée au sein de l'Assemblée du District. Celle-ci désigne également les membres du Conseil de District, qui constitue l'organe exécutif régional. L'EPUB est historiquement composée de 6 districts, quatre francophones (Brabant francophone; Hainaut occidental; Hainaut oriental-Namur-Luxembourg; Liège) et deux néerlandophones (Anvers-Brabant-Limbourg; Deux-Flandres)[6].
- Au niveau national (synode), chaque district est représentée par une délégation au sein de l'Assemblée synodale, qui se réunit au moins une fois par an. C'est le Conseil synodal, élu par l'Assemblée synodale, qui assure la direction quotidienne de l'EPUB. Il est composé d'un président, de deux vice-présidents (un néerlandophone et un francophone), d'un trésorier et d'un membre pour chaque district.

L'EPUB s'appuie sur quatre coordinations thématiques (Ministères; Réflexion et Dialogue; Eglise et Monde; Administration et Finances) et deux coordinations communautaires (une francophone et une néerlandophone), toutes composées de pasteurs et de bénévoles, pour mener à bien ses missions.

## Théologie
L'EPUB regroupe des communautés dispersées dans tout le pays, qui se reconnaissent héritières de ceux qui ont confessé leur foi dans différents textes de référence, depuis le Symbole des Apôtres jusqu’au Catéchisme de Heidelberg en passant par le Symbole de Nicée-Constantinople et la Confessio Belgica de Guy de Brès, et elles inscrivent leur foi dans la tradition des Églises issues de la Réforme du XVIe siècle.
De par son histoire, l'EPUB regroupe des communautés de tendances diverses allant de l'évangélisme au libéralisme. Les Églises réformées majoritaires sont héritières de Jean Calvin et de Zwingli. Les Églises luthériennes sont héritières de la théologie de Martin Luther. Elles remontent également aux origines mêmes de la Réforme et se réclament des trois affirmations centrales du message de Luther : l'autorité souveraine de la Bible, le salut par la Grâce, et le sacerdoce universel des croyants. Certaines de ces communautés sont de type traditionnel ou évangélique. Les Églises libérales sont généralement attachées au dialogue de la religion avec la culture et relativisent la lecture traditionnelle de la Bible. Elles sont favorables au dialogue interreligieux, au pluralisme, et à la laïcité. 
Sur certains sujets de société, la synthèse peut s'avérer difficile et conduire à des prises de positions polémiques. Ainsi, à la suite de la décision de 2015 sur l'ouverture du ministère pastoral aux pasteurs homosexuels, est fondée l'Unio Reformata, une union confessante composée de membres réformés-évangéliques des communautés de l’Église Protestante Unie de Belgique. Son objectif est de promouvoir la fidélité aux racines réformées belges, résumées dans la Confessio Belgica.

## Institutions et associations

### Faculté universitaire de théologie protestante de Bruxelles
La Faculté universitaire de théologie protestante de Bruxelles est une université belge qui délivre les diplômes officiels de licencié et de docteur en théologie protestante.

### Société royale d'histoire du protestantisme belge (SRHPB)
La Société royale d'histoire du protestantime belge est une association scientifique, fondée en 1904 et organisée sous la forme d'une ASBL, dont l'objet est l'étude de l'histoire du protestantisme en Belgique et dans le monde, sous un angle multi-disciplinaire.

### Service protestant de la jeunesse (SPJ)
Le Service protestant de la jeunesse est une organisation de jeunesse reconnue par la Communauté française de Belgique et est la Commission jeunesse francophone de l'EPUB. Le SPJ propose une formation à l'animation permettant d'obtenir un brevet d'animateur de centres de vacances (BACV).

### Solidarité protestante
Solidarité protestante est une ONG belge d’aide et de coopération au développement, agréée depuis 1979. Elle est présente, via des partenaires locaux, en Afrique centrale et de l’ouest. Ses services sont ouverts à tous sans distinction d’ethnie, de religion ou d’appartenance politique. Sa volonté est de participer à la lutte contre la pauvreté et à la construction d’un monde plus juste où chaque être humain puisse mener une vie décente, digne et sûre.

## Médias
Presse et organes officiels de l'Église Protestante Unie de Belgique :
- BELPRO' : Agence d’information et de communication de l'église protestante unie de Belgique
- PRODOC : Centre de documentation du protestantisme belge
- protestant.link : le site internet officiel de l'Église protestante unie de Belgique
- page Facebook